# Emanuele Soler

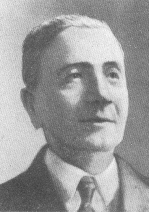
Emanuele Soler, rector en senator

Emanuele Soler (Palermo, 29 augustus 1867 – aldaar, 24 januari 1940) was hoogleraar geodesie aan de universiteit van Palermo (1906-1910) en aan de universiteit van Padua (1910-1940), waar hij ook rector magnificus was (1927-1929). 
Soler was senator (1934-1940) voor de fascistische partij Partito Nazionale Fascista in het koninkrijk Italië.

## Levensloop
Soler was een zoon van Francesco Soler en Laura Balsano uit Palermo, Sicilië. Soler studeerde aan de universiteit van Palermo. Hij behaalde er de diploma’s van ingenieur (1890) en wiskundige (1895). Nadien bleef hij verbonden aan de universiteit, waar hij zich toelegde op de studie van geodesie. Hij was betrokken bij observaties na de aardbeving in Messina in 1908.
In 1910 verhuisde hij naar Padua in Noord-Italië. Hij bekleedde de leerstoel geodesie. In Italië was hij een van de eersten die het Eötvös-experiment herhaalde. Na de Eerste Wereldoorlog werd Soler 
decaan van de faculteit natuurkunde en wiskunde (1921-1926). In hetzelfde jaar werd Soler politiek actief bij de fascisten (1921). Hij was rector magnificus van de universiteit van Padua in de jaren 1927-1929.
Soler was lid van verschillende wetenschappelijke verenigingen: de Accademia dei Lincei in Rome (vanaf 1923), het Istituto veneto di scienze, lettere ed arti di Venezia (vanaf 1927), Società geografica italiana (vanaf 1931) en de Internationale Commissie voor gravimetrie. Hij was voorzitter van de Commissione geodetica italiana, een commissie die ophield te bestaan in 1977.
Soler zetelde in de Italiaanse senaat van 1934 tot zijn overlijden in 1940. Daar was hij actief in commissies voor nationale opvoeding, openbare werken en communicatie.